# Штейнпресс Борис Соломонович
Борис Соломонович Штейнпресс (13 серпня (31 липня) 1908 , Бердянськ, Таврійська губернія, Російська імперія — 1986, Москва, РРФСР, СРСР)  — радянський музикознавець українського єврейського походження.

## Біографія
У 1927 закінчив музичний технікум ім. О.М.Скрябіна.
У 1931 закінчив Московську консерваторію по класу фортепіано у Костянтина Ігумнова. У 1936 закінчив  аспірантуру (науковий керівник — Михайло Іванов-Борецький).
У 1926-1932 перебував у Російській асоціації пролетарських музик.
У 1931 і 1933-1936 викладав у Московській консерваторії.
У 1936-1937 читав курс історії зарубіжної музики в Свердловській консерваторії і в Свердловському музичному училищі; був співробітником редакції газети «Уральский рабочий». У 1938 повернувся до Москви.
З 1938 — кандидат мистецтвознавства.
У 1938-1940 в Москві був старшим науковим редактором видавництва «Радянська енциклопедія», викладав у Центральному заочному музично-педагогічному інституті, де в 1939—1941 роках завідував кафедрою історії музики, з 1940 року був доцентом та деканом історико-теоретичного факультету.
У 1941-1943 — перебував в евакуації у Свердловську, з 1941 завідував музично-теоретичним відділенням у Свердловському музичному училищі, одночасно в 1942-1943 завідував кабінетом історії музики в Свердловській консерваторії. Був  завідувачем літературно-музикознавчої частини та лектором Свердловської філармонії.
З 1943 — знову працював у Москві і до 1959 року був старшим науковим редактором у «Радянській енциклопедії».
Борис Штейнпресс є автором робіт з історії російської та зарубіжної музики, в тому числі робіт про М. І. Глінку, О. О. Аляб'єва, В. А. Моцарта, А. Сальєрі, численних статей у радянських та зарубіжних енциклопедіях та словниках, редактором-укладачем збірників «З музичного минулого» (1960, 1965), разом з І. М. Ямпольським  — автором-укладачем «Енциклопедичного музичного словника» (1959, 1966) і «Короткого словника любителя музики» (1961, 1967).

## Твори
- Питання матеріальної культури в музиці (1931).
- До історії «циганського співу» в Росії (1934).
- Глінка, Верстовський та інші (у книзі: М. І. Глінка. Дослідження та матеріали, 1950).
- «Щоденник» Кукольника як джерело біографії Глінки (у книзі: М. І. Глінка. Дослідження та матеріали, 1950).
- Новий варіант старої легенди (1954).
- Нове стосовно російських зв'язків Моцарта (1956).
- Сторінки з життя О. О. Аляб'єва (1956).
- Михайло Юрійович Вієльгорський, доброзичливець Глінки (1958).
- О. О. Аляб'єв у вигнанні (1959).
- «Божевільний день, або Одруження Фігаро» Бомарше як джерело опери Моцарта (у збірнику: Запитання музикознавства, т. 3, 1960).
- Популярний нарис історії музики до XIX століття (1963).
- Вигадки та правда про Моцарта (1964)
- Музика XIX століття. Популярний нарис, ч. 1  — Класицизм та романтизм (1968).
- Музика Гайдна в Росії за життя композитора (в книзі: Музичне виконавство, 1970).
- Сальєрі сьогодні (1975).
- Оперные премьеры ХХ в. 1901–40 (1983).
- Оперные премьеры ХХ в. 1941–60 (1986).